# 王喜斌
王喜斌（おう きひん、ワン・シービン、1948年2月 - ）は中華人民共和国解放軍の軍人、中国解放軍上将。

## 経歴
黒竜江省寧安市生まれ。1966年1月中国解放軍に参加。国防大学校長、中国解放軍上将（大将）。
中国人民解放軍装甲兵学院を卒業している。大軍区の副職から正職に昇進するのにたった1年9ヶ月しかなく、国防大学校長就任も予想外人事である事から、胡錦涛が主導した江沢民勢力一掃の人事だとの説が一部報じられている。

### 経歴年表
- 2007年　国防大学校長に任ぜられる
- 2007年　中将昇進
- 2010年　上将昇進